# Крошт
Крошт (фр. Crochte) насеље је и општина у североисточној Француској у региону Север-Па д Кале, у департману Север која припада префектури Денкерк.
По подацима из 2011. године у општини је живело 704 становника, а густина насељености је износила 89,91 становника/km². Општина се простире на површини од 7,83 km². Налази се на средњој надморској висини од 9 метара (максималној 32 m, а минималној 4 m).

## Демографија
| 1962. | 1968. | 1975. | 1982. | 1990. | 1999. | 2011. |
| ----- | ----- | ----- | ----- | ----- | ----- | ----- |
| 396   | 398   | 336   | 451   | 489   | 570   | 704   |